# El bebedor de Via Ripamonti (Boccioni)
The Drinker of Via Ripamonti (Il bevitore) es una pintura del artista Umberto Boccioni, realizada alrededor de 1914, en 1914 en su estudio de Via Adige, cerca de Porta Vigentina-Via Ripamonti, en Milán. Se conserva en el Museo del Novecento, de la misma ciudad.

## Descripción
El sujeto está fotografiado en la zona donde vivió Boccioni y donde se inspiró. El sujeto principal es un hombre que se encuentra en la fase dichosa del alcohol, inclinado sobre la mesa y enmarcado desde arriba.